# Трепетлика
Трепетликата, наричана още осика (Populus tremula), вид е дърво от род Топола.

## Описание
Дървото достига височина до 40 m. Кората му дълго време запазва зелено-кафявия цвят на младите клонки. Цветните пъпки са по-едри и топчести, а вегетативните са продълговато яйцевидни и лепкави. Листата са до 12 cm, с овална форма и дълги странично сплеснати дръжки. Цветовете са еднополови двудомни, събрани в овласени реси. Семената са дребни, жълто-зелени и овласени. Трепетликата се среща по гори и горски поляни до около 2000 m надморска височина (в България до 1700 m).
Трепетликата изисква достатъчно вода и светлина, наличието на които ѝ позволяват бурно да колонизира открити пространства след пожар или сеч. Бързият растеж продължава до 20 години, след което се забавя. Видът може да живее до 200 години.
Дървото е много издръжливо и устойчиво на дълги и студени зими. Горчивият му вкус го прави непривлекателен за елените.
Вкаменелости на трепетлика, датиращи от ранен плиоцен, са открити в района на Къзълджахамам в Турция.
Видът е разпространен в Европа и Азия – от Исландия на запад до Камчатка на изток.

## Значение
Дървесината на трепетликата е мека и се използва в хартиено-целулозната промишленост, за изработване на дребни предмети, като например кибритени клечки. Видът има голямо екологично значение, тъй като представлява дом на много насекоми и гъби, както и няколко вида бозайници и птици.

### Лечебни свойства
В кората на дървото се съдържа салицин – гликозид, който се разпада до салицилова киселина (аспирин) в организма. Това му придава болкоуспокояващо, противовъзпалително, диуретично, отхрачващо, антипиретично и стимулиращо въздействие. От трепетлика могат да се приготвят запарки, отвари и мехлеми.

## Други
На трепетликата е наречена улица в София (Карта).

## Галерия
- Кора
- Лист
- Цвят
- Плод